# AndLinux
andLinux este o distribuție Linux bazată pe Ubuntu, ce rulează nativ pe sistemele de operare Microsoft Windows 2000 (2000, XP, 2003 și versiuni 32-bit de Vista).